# كيري براون (ملحن)
كيري براون (بالإنجليزية: Kerry Brown)‏ هو ملحن ومنتج أسطوانات أمريكي، ولد في 5 ديسمبر 1963 في باسادينا في الولايات المتحدة.

## وصلات خارجية
- كيري براون على موقع ميوزك برينز (الإنجليزية)
- كيري براون على موقع أول ميوزيك (الإنجليزية)
- كيري براون على موقع ديسكوغز (الإنجليزية)